# 반대칭 행렬
선형대수학에서 반대칭행렬(反對稱行列) 또는 비대칭행렬(非對稱行列, 영어: antisymmetric matrix, skew-symmetric matrix)은 전치행렬이 덧셈 역원과 같은 행렬이다. 즉, 주대각선의 원소는 0이며, 주대각선에 의하여 대칭인 위치에 있는 원소는 부호만 서로 반대이다. 실수 행렬에 대하여 주로 정의되며, 복소 행렬의 반에르미트 행렬의 특수한 경우이다.

## 정의
실수 정사각 행렬 {\displaystyle A}가 다음 조건을 만족시키면, 반대칭행렬이라고 한다.
{\displaystyle A^{T}=-A}
즉, 임의의 {\displaystyle 1\leq i,j\leq n}에 대하여,
{\displaystyle a_{ji}=-a_{ij}}

## 성질
- 반대칭행렬의 주대각선 상의 원소는 모두 0이다.
- 실수 반대칭행렬의 고윳값은 모두 0이거나 순허수이며, 실수 범위 내에서는 대각화가 불가능하나, 복소수 범위 내에서는 유니타리 행렬에 의한 대각화가 가능하다.[1]
- 특수 선형군에 속하는 행렬은 항상 반대칭행렬의 행렬 지수 함수로 나타낼 수 있다. 예를 들어, 다음과 같다.
{\displaystyle {\begin{pmatrix}\cos \,\theta &-\sin \,\theta \\\sin \,\theta &\,\cos \,\theta \end{pmatrix}}=\exp \left(\theta {\begin{pmatrix}0&-1\\1&\,0\end{pmatrix}}\right)}

## 예
행렬
{\displaystyle {\begin{pmatrix}0&2&-1\\-2&0&-4\\1&4&0\end{pmatrix}}}
은 반대칭 행렬이다.

## 같이 보기
- 반에르미트 행렬
- 케일리 변환
- 반대각 대칭행렬